# Comuna Prîslip, Boureni
Prîslip (în ucraineană Присліп) este o comună în raionul Boureni, regiunea Transcarpatia, Ucraina, formată din satele Prîslip (reședința), Titkivți și Zavîika.

## Demografie
Componența lingvistică a comunei Prîslip
     Ucraineană (99,68%)
     Alte limbi (0,32%)
Conform recensământului din 2001, majoritatea populației comunei Prîslip era vorbitoare de ucraineană (99,68%), existând în minoritate și vorbitori de alte limbi.